# South Australian Tourism Commission
La South Australian Tourism Commission, SATC, (en français : commission touristique d'Australie-Méridionale) est une commission dépendant du gouvernement de l'Australie-Méridionale. Fondée en 1993, elle a pour but de promouvoir le tourisme en Australie-Méridionale, notamment les événements sportifs comme la course cycliste Tour Down Under.

## Divisions de la SATC
- Corporate Services
- Events South Australia
- Executive Services
- Trade and International Marketing
- International Marketing
- National Trade Marketing
- Trade Events and Projects
- South Australian Visitor & Travel Centre
- Marketing Division
- Marketing Communications
- Regional Marketing
- E-Marketing and Communications
- National Tourism Accreditation Program
- Human Resources
- Tourism Development Group
- Tourism Infrastructure
- Tourism Policy & Planning Group